# Étude sur des modes antiques
Étude sur des modes antiques est une œuvre pour piano d'André Jolivet composée en 1944.

## Présentation
L'Étude sur des modes antiques est composée en 1944 à la demande des éditions Durand pour être écrite en notation Obouhov (du nom du compositeur Nicolas Obouhov, qui proposait un nouveau système d'écriture musicale simplifié et basé sur l'équivalence des demi-tons enharmoniques, avec remplacement des dièses et bémols par un seul et même signe),. La partition est publiée en 1947 en notation Obouhov, puis en 1970 en notation traditionnelle.
L’étude est construite autour de modes karnatiques, mais pour Guy Sacre, « avec son chant expressif, ses insistantes pédales et son pouls toujours syncopé, [elle paraît] simple à tout un chacun, euphonique à l'extrême, tonale assurément (mi bémol mineur), et guère plus modale, en somme, que du Roussel ».
L’œuvre est créée le 9 juin 1949 à Paris à l'ORTF par la pianiste Janine Haloua.
La durée moyenne d'exécution de l'Étude sur des modes antiques est de trois minutes environ.